# Echinoclathria robusta
Echinoclathria robusta är en svampdjursart som först beskrevs av Keller 1889.  Echinoclathria robusta ingår i släktet Echinoclathria och familjen Microcionidae. Inga underarter finns listade i Catalogue of Life.